# Eiffel 65/Diskografie
Diese Diskografie ist eine Übersicht über die musikalischen Werke der italienischen Band Eiffel 65. Den Schallplattenauszeichnungen zufolge hat sie bisher mehr als 8,6 Millionen Tonträger verkauft, davon alleine in ihrer Heimat über 120.000. Ihre erfolgreichste Veröffentlichung ist die Single Blue (Da Ba Dee) mit über 4,8 Millionen verkauften Einheiten.

## Alben

### Studioalben
| Jahr | Titel     | Höchstplatzierung, Gesamtwochen, AuszeichnungChartplatzierungen (Jahr, Titel, Platzierungen, Wochen, Auszeichnungen, Anmerkungen) | Höchstplatzierung, Gesamtwochen, AuszeichnungChartplatzierungen (Jahr, Titel, Platzierungen, Wochen, Auszeichnungen, Anmerkungen) | Höchstplatzierung, Gesamtwochen, AuszeichnungChartplatzierungen (Jahr, Titel, Platzierungen, Wochen, Auszeichnungen, Anmerkungen) | Höchstplatzierung, Gesamtwochen, AuszeichnungChartplatzierungen (Jahr, Titel, Platzierungen, Wochen, Auszeichnungen, Anmerkungen) | Höchstplatzierung, Gesamtwochen, AuszeichnungChartplatzierungen (Jahr, Titel, Platzierungen, Wochen, Auszeichnungen, Anmerkungen) | Höchstplatzierung, Gesamtwochen, AuszeichnungChartplatzierungen (Jahr, Titel, Platzierungen, Wochen, Auszeichnungen, Anmerkungen) | Anmerkungen                                                   |
| Jahr | Titel     | DE | AT | CH | UK | US | IT | Anmerkungen                                                   |
| ---- | --------- | --- | --- | --- | --- | --- | --- | ------------------------------------------------------------- |
| 1999 | Europop   | DE37 (23 Wo.)DE | AT16 (11 Wo.)AT | CH19 Gold · (27 Wo.)CH | UK12 (5 Wo.)UK | US4 ×2Doppelplatin · (42 Wo.)US                                                                                                   | IT13 (24 Wo.)IT | Erstveröffentlichung: 22. November 1999 Verkäufe: + 2.456.712 |
| 2001 | Contact   | — | — | — | — | — | IT17 (8 Wo.)IT | Erstveröffentlichung: 24. Juli 2001                           |
| 2003 | Eiffel 65 | — | — | — | — | — | IT13 (16 Wo.)IT | Erstveröffentlichung: 8. April 2003                           |

## Singles

### Als Leadmusiker
| Jahr | Titel Album                               | Höchstplatzierung, Gesamtwochen, AuszeichnungChartplatzierungen (Jahr, Titel, Album, Platzierungen, Wochen, Auszeichnungen, Anmerkungen) | Höchstplatzierung, Gesamtwochen, AuszeichnungChartplatzierungen (Jahr, Titel, Album, Platzierungen, Wochen, Auszeichnungen, Anmerkungen) | Höchstplatzierung, Gesamtwochen, AuszeichnungChartplatzierungen (Jahr, Titel, Album, Platzierungen, Wochen, Auszeichnungen, Anmerkungen) | Höchstplatzierung, Gesamtwochen, AuszeichnungChartplatzierungen (Jahr, Titel, Album, Platzierungen, Wochen, Auszeichnungen, Anmerkungen) | Höchstplatzierung, Gesamtwochen, AuszeichnungChartplatzierungen (Jahr, Titel, Album, Platzierungen, Wochen, Auszeichnungen, Anmerkungen) | Höchstplatzierung, Gesamtwochen, AuszeichnungChartplatzierungen (Jahr, Titel, Album, Platzierungen, Wochen, Auszeichnungen, Anmerkungen) | Anmerkungen                                                  |
| Jahr | Titel Album                               | DE | AT | CH | UK | US | IT | Anmerkungen                                                  |
| ---- | ----------------------------------------- | --- | --- | --- | --- | --- | --- | ------------------------------------------------------------ |
| 1999 | Blue (Da Ba Dee) Europop                  | DE1 ×5Fünffachgold · (29 Wo.)DE | AT1 Platin · (23 Wo.)AT | CH1 ×2Doppelplatin · (35 Wo.)CH | UK1 ×3Dreifachplatin · (26 Wo.)UK | US6 (20 Wo.)US | IT3 ×2Doppelplatin (2024) · (13 Wo.)IT                                                                                                   | Erstveröffentlichung: Oktober 1998 Verkäufe: + 4.867.957     |
| 1999 | Move Your Body Europop                    | DE4 Gold · (19 Wo.)DE | AT1 Gold · (18 Wo.)AT | CH2 Gold · (26 Wo.)CH | UK3 Silber · (10 Wo.)UK | — | IT1 (18 Wo.)IT | Erstveröffentlichung: 26. Oktober 1999 Verkäufe: + 1.100.000 |
| 2000 | Too Much of Heaven Europop                | DE35 (8 Wo.)DE | AT30 (6 Wo.)AT | CH22 (13 Wo.)CH | — | — | IT2 (17 Wo.)IT | Erstveröffentlichung: 20. März 2000                          |
| 2000 | My Console Europop                        | — | — | — | — | — | — | Erstveröffentlichung: 2000                                   |
| 2000 | One Goal Contact                          | — | — | — | — | — | — | Erstveröffentlichung: 2000 nur in Frankreich                 |
| 2000 | Back in Time Contact                      | — | — | — | — | — | IT12 (7 Wo.)IT | Erstveröffentlichung: 2000                                   |
| 2001 | Lucky (In My Life) Contact                | DE57 (7 Wo.)DE | AT23 (11 Wo.)AT | CH74 (7 Wo.)CH | — | — | IT13 (8 Wo.)IT | Erstveröffentlichung: Juni 2001                              |
| 2001 | 80’s Stars Contact                        | — | — | — | — | — | IT22 (4 Wo.)IT | Erstveröffentlichung: 2001                                   |
| 2001 | Losing You Europop                        | — | — | — | — | — | — | Erstveröffentlichung: 2001 nur in Kanada veröffentlicht      |
| 2002 | Cosa resterà (In a Song) Eiffel 65        | — | — | — | — | — | IT12 (15 Wo.)IT | Erstveröffentlichung: 19. März 2002                          |
| 2003 | Quelli che non hanno età Eiffel 65        | — | — | — | — | — | IT5 (15 Wo.)IT | Erstveröffentlichung: 5. März 2003                           |
| 2003 | Viaggia insieme a me Eiffel 65            | — | — | — | — | — | IT13 (20 Wo.)IT | Erstveröffentlichung: 6. März 2003                           |
| 2003 | Una notte e forse mai più Eiffel 65       | — | — | — | — | — | IT10 (12 Wo.)IT | Erstveröffentlichung: 2003                                   |
| 2004 | Tu Credi Eiffel 65                        | — | — | — | — | — | IT62 (1 Wo.)IT | Erstveröffentlichung: 2004                                   |
| 2004 | Voglia di Dance All Night Eiffel 65       | — | — | — | — | — | IT24 (7 Wo.)IT | Erstveröffentlichung: 2004                                   |
| 2009 | A Decade in Blue (Da Ba Dee) Remix 2009 – | — | — | — | — | — | — | Erstveröffentlichung: 2009                                   |
| 2010 | Move Your Body (Golden Remixes) –         | — | — | — | — | — | — | Erstveröffentlichung: 2010                                   |
| 2016 | Panico / Critical –                       | — | — | — | — | — | — | Erstveröffentlichung: 1. Juni 2016                           |
| 2024 | Bestiale –                                | — | — | — | — | — | — | Erstveröffentlichung: 24. Mai 2024 feat. Loredana Bertè      |
| 2025 | Fare a meno di te –                       | — | — | — | — | — | — | Erstveröffentlichung: 18. April 2025 feat. Guè               |

### Als Gastmusiker
| Jahr | Titel Album    | Höchstplatzierung, Gesamtwochen, AuszeichnungChartplatzierungen (Jahr, Titel, Album, Platzierungen, Wochen, Auszeichnungen, Anmerkungen) | Höchstplatzierung, Gesamtwochen, AuszeichnungChartplatzierungen (Jahr, Titel, Album, Platzierungen, Wochen, Auszeichnungen, Anmerkungen) | Höchstplatzierung, Gesamtwochen, AuszeichnungChartplatzierungen (Jahr, Titel, Album, Platzierungen, Wochen, Auszeichnungen, Anmerkungen) | Höchstplatzierung, Gesamtwochen, AuszeichnungChartplatzierungen (Jahr, Titel, Album, Platzierungen, Wochen, Auszeichnungen, Anmerkungen) | Höchstplatzierung, Gesamtwochen, AuszeichnungChartplatzierungen (Jahr, Titel, Album, Platzierungen, Wochen, Auszeichnungen, Anmerkungen) | Höchstplatzierung, Gesamtwochen, AuszeichnungChartplatzierungen (Jahr, Titel, Album, Platzierungen, Wochen, Auszeichnungen, Anmerkungen) | Anmerkungen                                                                            |
| Jahr | Titel Album    | DE | AT | CH | UK | US | IT | Anmerkungen                                                                            |
| ---- | -------------- | --- | --- | --- | --- | --- | --- | -------------------------------------------------------------------------------------- |
| 2020 | Auto blu –     | — | — | CH96 (1 Wo.)CH | — | — | IT1 ×2Doppelplatin · (25 Wo.)IT | Erstveröffentlichung: 26. März 2020 Verkäufe: + 140.000; Shiva mit Eiffel 65           |
| 2020 | Blu 1990       | — | — | — | — | — | IT71 (1 Wo.)IT | Erstveröffentlichung: 2020 Achille Lauro mit Eiffel 65                                 |
| 2022 | Heaven Venduti | — | — | — | — | — | IT31 Platin · (17 Wo.)IT | Erstveröffentlichung: 8. Dezember 2022 Verkäufe: + 100.000; Boomdabash feat. Eiffel 65 |

## Statistik

### Chartauswertung
|                     | DE    | AT    | CH    | UK    | US    | IT    |
| ------------------- | ----- | ----- | ----- | ----- | ----- | ----- |
| Nummer-eins-Alben   | DE—DE | AT—AT | CH—CH | UK—UK | US—US | IT—IT |
| Top-10-Alben        | DE—DE | AT—AT | CH—CH | UK—UK | US1US | IT—IT |
| Alben in den Charts | DE1DE | AT1AT | CH1CH | UK1UK | US1US | IT3IT |

|                       | DE    | AT    | CH    | UK    | US    | IT     |
| --------------------- | ----- | ----- | ----- | ----- | ----- | ------ |
| Nummer-eins-Singles   | DE1DE | AT2AT | CH1CH | UK1UK | US—US | IT2IT  |
| Top-10-Singles        | DE2DE | AT2AT | CH2CH | UK2UK | US1US | IT6IT  |
| Singles in den Charts | DE4DE | AT4AT | CH5CH | UK2UK | US1US | IT14IT |

### Auszeichnungen für Musikverkäufe
| Goldene Schallplatte - Argentinien - 2001: für das Album Europop - Australien - 2000: für das Album Europop - Belgien - 2000: für die Single Move Your Body - Finnland - 1999: für die Single Blue (Da Ba Dee) - 2000: für das Album Europop - Kanada - 2000: für die Single Blue (Da Ba Dee) - Neuseeland - 2000: für die Single Move Your Body - Niederlande - 1999: für die Single Blue (Da Ba Dee) - Polen - 2000: für das Album Europop - Ungarn - 2000: für das Album Europop 2× Goldene Schallplatte - Frankreich - 2000: für das Album Europop | Platin-Schallplatte - Australien - 2000: für die Single Move Your Body - Dänemark - 2023: für die Single Blue (Da Ba Dee) - Frankreich - 2000: für die Single Move Your Body - Kanada - 2000: für das Album Europop - Neuseeland - 2000: für das Album Europop - Spanien - 2024: für die Single Blue (Da Ba Dee) 2× Platin-Schallplatte - Belgien - 1999: für die Single Blue (Da Ba Dee) - Neuseeland - 2024: für die Single Blue (Da Ba Dee) 3× Platin-Schallplatte - Australien - 1999: für die Single Blue (Da Ba Dee) - Schweden - 1999: für die Single Blue (Da Ba Dee) Diamantene Schallplatte - Frankreich - 1999: für die Single Blue (Da Ba Dee) |

Anmerkung: Auszeichnungen in Ländern aus den Charttabellen bzw. Chartboxen sind in ebendiesen zu finden.
| Land/RegionAuszeichnungen für Musikverkäufe (Land/Region, Auszeichnungen, Verkäufe, Quellen) | Silber  | Gold       | Platin       | Diamant  | Verkäufe  | Quellen                       |
| -------------------------------------------------------------------------------------------- | ------- | ---------- | ------------ | -------- | --------- | ----------------------------- |
| Argentinien (CAPIF)                                                                          | —       | Gold1      | —            | —        | 30.000    | capif.org.ar                  |
| Australien (ARIA)                                                                            | —       | Gold1      | 4× Platin4   | —        | 315.000   | aria.com.au                   |
| Belgien (BRMA)                                                                               | —       | Gold1      | 2× Platin2   | —        | 125.000   | ultratop.be                   |
| Dänemark (IFPI)                                                                              | —       | —          | Platin1      | —        | 90.000    | ifpi.dk                       |
| Deutschland (BVMI)                                                                           | —       | 2× Gold2   | 2× Platin2   | —        | 1.500.000 | musikindustrie.de             |
| Finnland (IFPI)                                                                              | —       | 2× Gold2   | —            | —        | 29.669    | ifpi.fi                       |
| Frankreich (SNEP)                                                                            | —       | 2× Gold2   | Platin1      | Diamant1 | 1.450.000 | snepmusique.com               |
| Italien (FIMI)                                                                               | —       | —          | 5× Platin5   | —        | 430.000   | fimi.it                       |
| Kanada (MC)                                                                                  | —       | Gold1      | Platin1      | —        | 150.000   | musiccanada.com               |
| Neuseeland (RMNZ)                                                                            | —       | Gold1      | 3× Platin3   | —        | 80.000    | aotearoamusiccharts.co.nz NZ2 |
| Niederlande (NVPI)                                                                           | —       | Gold1      | —            | —        | 50.000    | nvpi.nl                       |
| Österreich (IFPI)                                                                            | —       | Gold1      | Platin1      | —        | 75.000    | ifpi.at                       |
| Polen (ZPAV)                                                                                 | —       | Gold1      | —            | —        | 50.000    | olis.pl                       |
| Schweden (IFPI)                                                                              | —       | —          | 3× Platin3   | —        | 90.000    | sverigetopplistan.se          |
| Schweiz (IFPI)                                                                               | —       | 2× Gold2   | 2× Platin2   | —        | 150.000   | hitparade.ch                  |
| Spanien (Promusicae)                                                                         | —       | —          | Platin1      | —        | 60.000    | elportaldemusica.es           |
| Ungarn (MAHASZ)                                                                              | —       | Gold1      | —            | —        | 25.000    | slagerlistak.hu               |
| Vereinigte Staaten (RIAA)                                                                    | —       | —          | 2× Platin2   | —        | 2.000.000 | riaa.com                      |
| Vereinigtes Königreich (BPI)                                                                 | Silber1 | —          | 3× Platin3   | —        | 2.000.000 | bpi.co.uk                     |
| Insgesamt                                                                                    | Silber1 | 17× Gold17 | 31× Platin31 | Diamant1 |           |                               |